# Atylotus latistriatus
Atylotus latistriatus är en tvåvingeart som beskrevs av Brauer 1880. Atylotus latistriatus ingår i släktet Atylotus och familjen bromsar. Inga underarter finns listade i Catalogue of Life.